# RN6 (Dschibuti)
Die RN6 ist eine Fernstraße in Dschibuti, die in Dikhil, an der Ausfahrt der RN1, beginnt und in Kouta Bouyya endet. Nach 20 Kilometer zweigt die RN7 ab, die weiter östlich verläuft. Sie ist 51 Kilometer lang.